# Evelyne Hall
Evelyne Hall   (Minneapolis, 10 de setembre de 1909 - Oceanside, 20 d'abril de 1993) va ser una atleta estatunidenca, especialista en tanques, que va competir durant la dècada de 1930.
El 1932 va prendre part en els Jocs Olímpics de Los Angeles, on va guanyar la medalla de plata en la prova dels 80 metres tanques del programa d'atletisme.
Guanyà els títols de l'AAU a l'aire lliure de 1930 i de relleus de 1931 a 1933, i els indoor de 1931, 1933 i 1935. En retirar-se va fer d'entrenadora i professora d'educació física.

## Millors marques
- 80 metres tanques. 11.7" (1932) Rècord del món[1][2]